# CIWS

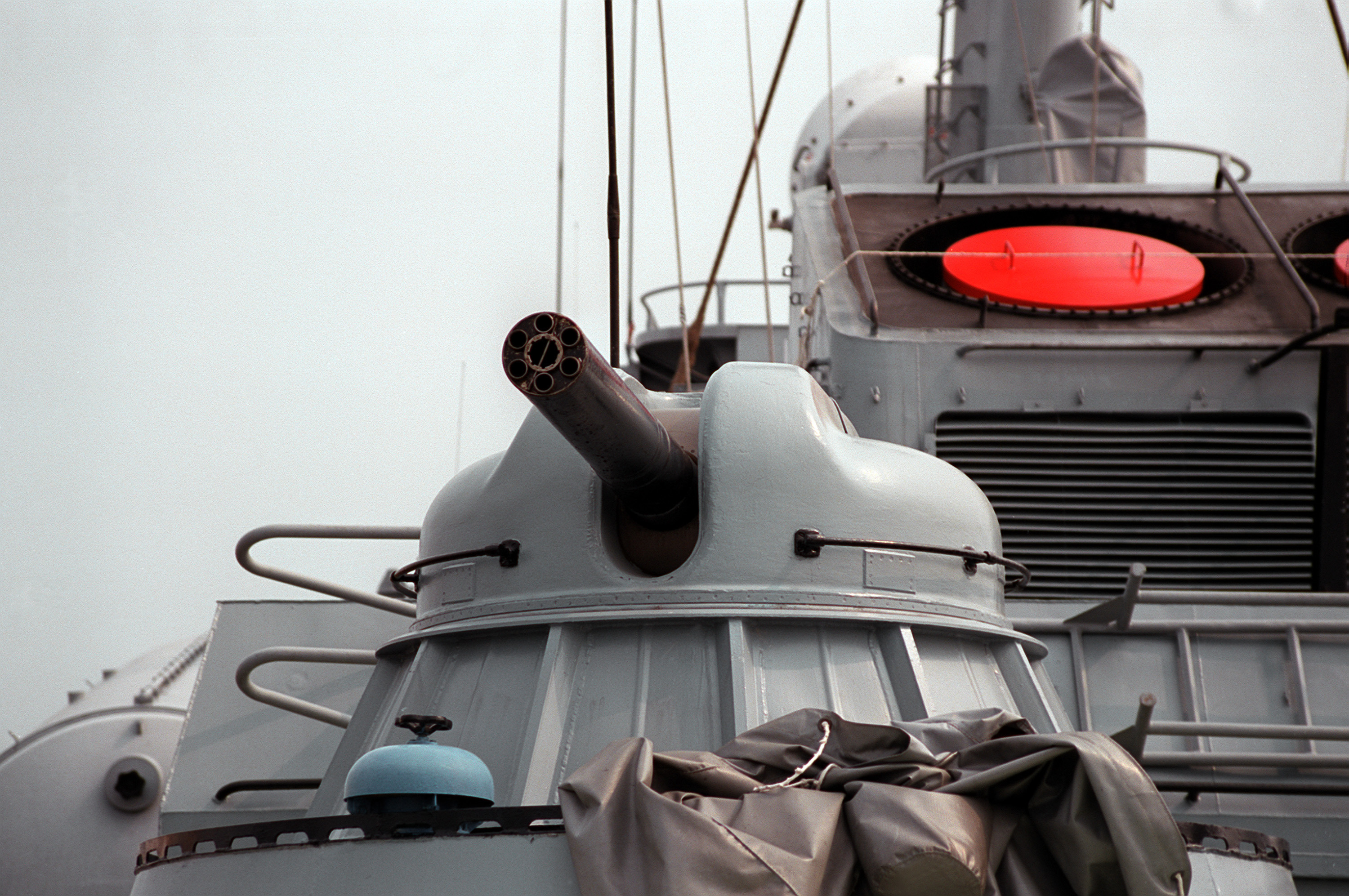
AK-630 CIWS

CIWS(close-in weapon system)는 해군 구축함의 근접 방어시스템이다. '씨위즈'라고 발음한다. 구축함에 근접한 적 항공기나 대함 미사일을 요격한다.
씨위즈는 보통 레이다, 컴퓨터, 포탑이 회전가능한 고속 중구경 기관포로 구성된다. 다음의 제품들이 있다.
- 독일 - Rheinmetall Millennium 35 mm Naval Revolver Gun System
- 미국 레이시온 팰렁스 CIWS
- 네덜란드 골키퍼 CIWS
- 스위스 Sea Zenith
- 스페인 메로카 CIWS
- 러시아 AK-630, Kashtan
- 이탈리아 DARDO, Myriad CIWS
- 중국 Type 730
- 이스라엘 Typhoon
- 남아프리카 공화국 Denel 35DPG
- 인도 DRDO BC-350 Chanakya

## 같이 보기
- 센트리 건